# Рутульский район
Руту́льский райо́н — административно-территориальная единица и муниципальное образование (муниципальный район) в составе Республики Дагестан Российской Федерации.
Административный центр — село Рутул.

## География
Расположен на юге Республики Дагестан. Площадь района составляет 2188,48 км². Территория Рутульского района лежит на высоте от 1200 м над уровнем моря. Высочайшая точка в районе — гора Гокли (4047 м).
Граничит на юго-востоке с Ахтынским, на востоке — с Курахским и Агульским, на севере — с Кулинским и Лакским, на северо-западе — с Тляратинским и Чародинским районами Дагестана. На юге и западе граничит с Азербайджаном на протяжении 110 км.
Районный центр (село Рутул) отдалён от ближайшей железнодорожной станции Белиджи на 150 км, а от столицы Дагестана города Махачкала — на 280 км.
Горный рельеф определяет Самурский хребет. Основные вершины: Гокли — 4047 м, Деавгай — 4016 м, , Балиал — 4007 м.
Горы
- Гокли (4047 м)
- Деавгай (4016 м)
- Балиал (4007 м)
- Алахундаг (3849 м)
- Цокульдаг (3736 м)
- Салават (3642 м)
- Халахур (3600 м)

| Название горы              | Высота (м) |
| -------------------------- | ---------- |
| Аджукана (Adzukana)        | 3317       |
| Алахундаг                  | 3849       |
| Ахбулах (Ahbulah)          | 3094       |
| Базики (Baziki)            | 3836       |
| Балиал                     | 4007       |
| Баширга (Bashirga)         | 2931       |
| Бесган (Besgan)            | 3237       |
| Беул (Beul)                | 3636       |
| Бечул (Bechul)             | 3438       |
| Бойлах (Boilah)            | 2502       |
| Вруш (Vrush)               | 2946       |
| Гак (Gak)                  | 3507       |
| Галадвус (Galadvus)        | 2656       |
| Галди-кугал (Galdi-kugal)  | 2418       |
| Гликдаг (Glikdag)          | 2994       |
| Гокли                      | 4047       |
| Грисал (Grisal)            | 3534       |
| Гулямуш (Gulyamush)        | 3468       |
| Гунтуча (Guntuca)          | 3443       |
| Гутон                      | 3648       |
| Гяшелк (Gyashelk)          | 2737       |
| Деавгай                    | 4016       |
| Джумай (Dzhyumai)          | 3635       |
| Зарлянк (Zarlyank)         | 3723       |
| Камцаня (Kamcanya)         | 3293       |
| Карадаг (Karadag)          | 3627       |
| Караидаг (Karaidag)        | 3484       |
| Каракая (Karakaya)         | 3465       |
| Касаманквач (Kasamankvach) | 3467       |
| Кашанидегул                | 3059       |
| Кельдукуль (Keldukul)      | 3755       |
| Кейх (Keih)                | 3510       |
| Кузаидаг (Kuzaidag)        | 3475       |
| Кулекдаг (Kulekdag)        | 3610       |
| Кураб (Kurab)              | 3582       |
| Лаказани (Lakazani)        | 3723       |
| Мидахил (Midahil)          | 3826       |
| Мичир (Micir)              | 3746       |
| Охунутепе (Ohunutepe)      | 2180       |
| Сайтюрт (Saityurt)         | 3688       |
| Саладаг                    | 3724       |
| Салават                    | 3642       |
| Сеидкабри (SeidKabri)      | 3801       |
| Сейт-юрт                   | 3328       |
| Суфри (Sufri)              | 3294       |
| Сюлюг (Syulyug)            | 3409       |
| Трёхледниковая             | 3904       |
| Узадаг (Uzadag)            | 3046       |
| Унадаг                     | 3707       |
| Фалраддаг (Falraddag)      | 3583       |
| Фалфандаг (Falfandag)      | 3600       |
| Халахур                    | 3600       |
| Хамцул (Hamcul)            | 2161       |
| Хашхарва (Hashharva)       | 3971       |
| Хечек (Hechek)             | 2925       |
| Хорай (Horai)              | 3515       |
| Хутудаг (Hutudag)          | 2218       |
| Цимирци (Cimirci)          | 3894       |
| Циритепе (Ciritepe)        | 2180       |
| Цобен (Coben)              | 3304       |
| Цокульдаг                  | 3736       |
| Чарисина (Charisina)       | 3790       |
| Чед (Ched)                 | 3493       |
| Чилидик (Chilidik)         | 3549       |
| Чхотурмас (Chhoturmas)     | 3561       |
| Ямандаг (Yamandag)         | 3231       |

Перевалы
- Салаватский
- Халахуркац

| Название перевала     | Высота (м) |
| --------------------- | ---------- |
| Аджукана (Adzukana)   | 2894       |
| Айксим (Aiksim)       | 3336       |
| Арцелинех (Arcelineh) | 3660       |
| Ат Булак (At Bulak)   | 2805       |
| Бесган (Besgan)       | 3110       |
| Бечул (Bechul)        | 3280       |
| Волчий                | 3361       |
| Гапца (Gapca)         | 3520       |
| Гулямуш (Gulyamush)   | 3036       |
| Гунтуца (Guntuca)     | 3145       |
| Гутурдаг              |            |
| Давянни (Dabyanni)    | 2780       |
| Диндидагский          |            |
| Каталкац (Katalkac)   | 3789       |
| Каяна (Kayana)        | 3023       |
| Кейх (Keih)           | 3082       |
| Кураб (Kurab)         | 3392       |
| Курапдаг              |            |
| Кябяк Восточный       | 3280       |
| Лаказани (Lakazani)   | 3447       |
| Мидахил (Midahil)     | 3540       |
| Перевал № 37          | 3370       |
| Салаватский           | 2852       |
| Сарыбаш               |            |
| Таклик западный       | 3468       |
| Фалфан (Falfan)       | 3393       |
| Халахуркац            | 3476       |
| Хехарик (Heharik)     | 3230       |
| Хиртана (Hirtana)     | 3212       |
| Хорай (Horai)         | 3420       |
| Цейлахан              | 3175       |
| Цемирци (Cimirci)     | 3633       |
| Цудурский (Cudurskii) | 2822       |
| Чед (Ched)            | 3120       |
| Чулты                 |            |
| Шиназ (Shinaz)        | 3522       |

Реки
- Аджуканадере
- Алахунчай
- Аттагайчай
- Ахтычай
- Ачахачай
- Бадак Большой
- Бадак Малый
- Бурхал
- Буч
- Вуг
- Галагатхет
- Гамадере
- Гергачай
- Гопчайчай
- Гульгя
- Гунтуца
- Гутон Большой
- Гутон Малый
- Даккичай
- Доглаб
- Дюльтычай
- Каравансарачай
- Кара-Самур
- Каяна
- Кейх
- Кинамери
- Кичачай
- Курапнец
- Курдул
- Куцдудыхта
- Кябякчай
- Лакункам
- Лалаан
- Лека
- Маикчай
- Муалличай
- Мугандере
- Мюхрек-чай
- Нусса
- Оратилрат
- Рутул
- Самур
- Сангарнец
- Тухачай
- Умач
- Уначай
- Фалфан
- Халамур
- Халахур
- Хилачай
- Хиривалю
- Хултайчай
- Хумагань
- Хурай
- Хынехчай
- Цасыр
- Цудумудикахта
- Чаан
- Чарисиндере
- Чугай Большой
- Чугай Малый
- Шиназчай
- Этаных
- Юхурвхед
- Юхурмери

Озёра
- Хин-Курапад (с. Шиназ)

Водопады
- Хьырмыдад (с. Шиназ)
- Джубадад (с. Шиназ)

## История
Территория района была в историческом прошлом частью Кавказской Албании. После её падения рутульцы, цахуры и другие народности Южного Дагестана создали свои государственные образования.
На протяжении веков, территория района была вовлечена в различные историко-политические процессы происходившие на Кавказе.
На российской карте 1820 года территория данной области обозначена как «Владение Рутульское».
В 1839 году Рутульский магал был административно присоединён царской администрацией к Илисуйскому султанату.
В 1864 году территория района была захвачена и присоединена к Российской Империи.
С 1864 года до 1901 года территория района называлась - Лучекское наибство (центр - село Лучек).
В 1901, Луческое наибство было переименовано в Лучекский участок (центр - село Лучек).
В 1928 году, постановлением IV-й сессии ДагЦИК от 22.11.1928 года из бывшего Лучекского участка Самурского округа образован Рутульский кантон.
В 1929 году, постановлением ВЦИК от 3.06.1929 года кантон был преобразован в район.
В 1930, противники советской власти из села Хнов провели Хновское восстание.
В начале 1930-х гг в Рутульском районе, местными жителями было построено лечебно-профилактическое учреждение.
В 1940 (октябрь — ноябрь) тысячи колхозников, в том числе из Рутульского района, принимали участие в строительстве сложного горного ирригационного сооружения "Ахтынского оросительного канала".
В 1958 году в Рутульском районе был открыт специальный женский интернат с гос. финансированием.

## Население
| \| 1926[18] \| 1939[19] \| 1959[20] \| 1970[20] \| 1979[20] \| 1989[20] \| 2002[21] \| 2009[22] \| 2010[23] \| 2011[24] \| \| -------- \| -------- \| -------- \| -------- \| -------- \| -------- \| -------- \| -------- \| -------- \| -------- \| \| 22 217 \| ↘15 117 \| ↘13 682 \| ↗20 093 \| ↘18 989 \| ↘16 387 \| ↗23 503 \| ↘22 652 \| ↗22 926 \| ↘22 661 \| \| 2012[25] \| 2013[26] \| 2014[27] \| 2015[28] \| 2016[29] \| 2017[30] \| 2018[31] \| 2019[32] \| 2020[33] \| 2021[34] \| \| ↘22 506 \| ↘22 193 \| ↘21 901 \| ↘21 804 \| ↘21 490 \| ↘21 225 \| ↘21 053 \| ↘20 951 \| ↘20 939 \| ↘20 427 \| \| 2023[35] \| 2024[36] \| 2025[2] \| \| \| \| \| \| \| \| \| ↘20 364 \| ↘20 343 \| ↘20 305 \| \| \| \| \| \| \| \| 5000 10 000 15 000 20 000 25 000 30 000 1959 2009 2014 2019 2025 |         |         |         |         |         |         |         |         |         |
| 1926 | 1939    | 1959    | 1970    | 1979    | 1989    | 2002    | 2009    | 2010    | 2011    |
| 22 217 | ↘15 117 | ↘13 682 | ↗20 093 | ↘18 989 | ↘16 387 | ↗23 503 | ↘22 652 | ↗22 926 | ↘22 661 |
| 2012 | 2013    | 2014    | 2015    | 2016    | 2017    | 2018    | 2019    | 2020    | 2021    |
| ↘22 506 | ↘22 193 | ↘21 901 | ↘21 804 | ↘21 490 | ↘21 225 | ↘21 053 | ↘20 951 | ↘20 939 | ↘20 427 |
| 2023 | 2024    | 2025    |         |         |         |         |         |         |         |
| ↘20 364 | ↘20 343 | ↘20 305 |         |         |         |         |         |         |         |

По данным Всероссийской переписи населения 2010 года:
Социально-демографические показатели
Количество хозяйств в районе: 5273.
Проживает население: 24 018 чел.
- Из них: мужчины: 11 385 чел., женщины: 11 975 чел.
- Из них дети до 14 лет: 7574 чел.
- Трудоспособное население: 8885 чел.

Средняя продолжительность жизни: 60—66 лет.
Официально зарегистрированных безработных: 2286.

### Национальный состав
Район состоит из: 19 рутульских сёл, 13 цахурских сёл, 4 лезгинских сел (Хлют, Лакун, Играх и Иче), 2 лакских сёл (Аракул и Верхний Катрух), 1 аварского села (Кусур) и 1 азербайджанского села (Нижний Катрух). Аварское, азербайджанское и лакские сёла образовались из поздних переселений этих народов на рутульские земли. Современный ареал проживание аварцев, лакцев и азербайджанцев Рутульского района не совпадает с исторически исконным ареалом этих народов.
| Народ         | По переписи 2010 года | По переписи 2010 года      | По переписи 2020—2021 годов | По переписи 2020—2021 годов |
| Народ         | Численность, чел.     | Доля от всего населения, % | Численность, чел.           | Доля от всего населения, %  |
| ------------- | --------------------- | -------------------------- | --------------------------- | --------------------------- |
| рутульцы      | 13 336                | 58,16 %                    | 11 961                      | 58,55 %                     |
| цахуры        | 5276                  | 23,01 %                    | 4 222                       | 20,66 %                     |
| лезгины       | 2138                  | 9,32 %                     | 1 869                       | 9,14 %                      |
| лакцы         | 865                   | 3,77 %                     | 806                         | 3,94 %                      |
| аварцы        | 623                   | 2,71 %                     | 747                         | 3,65 %                      |
| азербайджанцы | 359                   | 1,56 %                     | 462                         | 2,26 %                      |
| русские       | 32                    | 0,13 %                     | —                           | -                           |
| другие        | 30                    | 0,13 %                     | 360                         | 1,76 %                      |
| всего         | 22 926                | 100,00 %                   | 20 427                      | 100,00 %                    |

Примечание: данные последней переписи населения, проведенной в 2021 году (ВПН-2021), по мнению демографов и социологов, являются неточнымии.

### Языковой состав
| Язык            | По переписи 2010 года | По переписи 2010 года | По переписи 2010 года | По переписи 2020—2021 годов | По переписи 2020—2021 годов | По переписи 2020—2021 годов |
| Язык            | Родной                | Я1                    | Я2                    | Владение                    | Использование               | Родной                      |
| --------------- | --------------------- | --------------------- | --------------------- | --------------------------- | --------------------------- | --------------------------- |
| русский         | 41                    | 705                   |                       | 18 740                      | 15 098                      | 105                         |
| рутульский      | 13 378                | 12 779                | 413                   | 2921                        | 2831                        | 12 035                      |
| цахурский       | 5305                  | 4819                  | 374                   | 2656                        | 2626                        | 4225                        |
| лезгинский      | 2176                  | 2086                  | 234                   | 1157                        | 993                         | 1864                        |
| лакский         | 865                   | 861                   | 31                    | 765                         | 760                         | 801                         |
| аварский        | 626                   | 587                   | 11                    | 191                         | 180                         | 747                         |
| азербайджанский | 359                   | 973                   | 391                   | 322                         | 125                         | 463                         |

## Административно-территориальное устройство
Рутульский район в рамках административно-территориального устройства включает сельсоветы и сёла.
В рамках организации местного самоуправления в одноимённый муниципальный район входят 17 муниципальных образований со статусом сельского поселения, которые соответствуют сельсоветам и сёлам.
| №  | Сельское поселение      | Административный центр | Количество населённых пунктов | Население (чел.) | Площадь (км²) |
| -- | ----------------------- | ---------------------- | ----------------------------- | ---------------- | ------------- |
| 1  | сельсовет Амсарский     | село Амсар             | 2                             | ↗877             | 62,71         |
| 2  | село Аракул             | село Аракул            | 1                             | ↗386             | 42,92         |
| 3  | село Верхний Катрух     | село Верхний Катрух    | 1                             | ↗391             | 6,11          |
| 4  | сельсовет Борчский      | село Борч              | 2                             | ↘1431            | 174,42        |
| 5  | сельсовет Гельмецинский | село Гельмец           | 2                             | ↗760             | 15,90         |
| 6  | сельсовет Ихрекский     | село Ихрек             | 2                             | ↗2092            | 68,16         |
| 7  | сельсовет Кальяльский   | село Кальял            | 6                             | ↗1990            | 130,87        |
| 8  | село Кина               | село Кина              | 1                             | ↘566             | 21,00         |
| 9  | сельсовет Лучекский     | село Лучек             | 2                             | ↘456             | 25,80         |
| 10 | село Мишлеш             | село Мишлеш            | 1                             | ↘1055            | 10,37         |
| 11 | сельсовет Мюхрекский    | село Джилихур          | 3                             | ↗1299            | 20,50         |
| 12 | село Муслах             | село Муслах            | 1                             | ↘424             | 17,85         |
| 13 | село Нижний Катрух      | село Нижний Катрух     | 1                             | ↗481             | 32,96         |
| 14 | сельсовет Рутульский    | село Рутул             | 5                             | ↘4724            | 51,35         |
| 15 | сельсовет Хлютский      | село Хлют              | 4                             | ↘1637            | 27,32         |
| 16 | сельсовет Цахурский     | село Цахур             | 4                             | ↗838             | 27,62         |
| 17 | сельсовет Шиназский     | село Шиназ             | 2                             | ↘940             | 107,59        |

## Населённые пункты
В районе 40 сельских населённых пунктов:
| №  | Населённый пункт | Тип  | Население | Сельское поселение      |
| -- | ---------------- | ---- | --------- | ----------------------- |
| 1  | Амсар            | село | ↗488      | сельсовет Амсарский     |
| 2  | Аракул           | село | ↘375      | село Аракул             |
| 3  | Аран             | село | ↗584      | сельсовет Ихрекский     |
| 4  | Борч             | село | ↘14       | сельсовет Борчский      |
| 5  | Верхний Катрух   | село | ↘386      | село Верхний Катрух     |
| 6  | Вруш             | село | ↘14       | сельсовет Лучекский     |
| 7  | Гельмец          | село | ↘536      | сельсовет Гельмецинский |
| 8  | Джилихур         | село | ↘618      | сельсовет Мюхрекский    |
| 9  | Джиных           | село | ↗301      | сельсовет Кальяльский   |
| 10 | Играх            | село | ↗5        | сельсовет Хлютский      |
| 11 | Ихрек            | село | ↘1475     | сельсовет Ихрекский     |
| 12 | Иче              | село | →2        | сельсовет Хлютский      |
| 13 | Кала             | село | →408      | сельсовет Амсарский     |
| 14 | Кальял           | село | ↘374      | сельсовет Кальяльский   |
| 15 | Кина             | село | ↗556      | село Кина               |
| 16 | Киче             | село | ↘346      | сельсовет Рутульский    |
| 17 | Корш             | село | ↘45       | сельсовет Кальяльский   |
| 18 | Курдул           | село | ↘205      | сельсовет Гельмецинский |
| 19 | Кусур            | село | ↗719      | сельсовет Кальяльский   |
| 20 | Куфа             | село | ↘291      | сельсовет Рутульский    |
| 21 | Лакун            | село | ↗21       | сельсовет Хлютский      |
| 22 | Лучек            | село | ↘451      | сельсовет Лучекский     |
| 23 | Микик            | село | ↘357      | сельсовет Цахурский     |
| 24 | Мишлеш           | село | ↗1061     | село Мишлеш             |
| 25 | Муслах           | село | ↘407      | село Муслах             |
| 26 | Мухах            | село | ↘195      | сельсовет Кальяльский   |
| 27 | Мюхрек           | село | ↗233      | сельсовет Мюхрекский    |
| 28 | Нижний Катрух    | село | ↘476      | село Нижний Катрух      |
| 29 | Новый Борч       | село | ↘1438     | сельсовет Борчский      |
| 30 | Оттал            | село | ↘312      | сельсовет Кальяльский   |
| 31 | Рутул            | село | ↘4037     | сельсовет Рутульский    |
| 32 | Сюгут            | село | ↘117      | сельсовет Цахурский     |
| 33 | Уна              | село | ↗14       | сельсовет Шиназский     |
| 34 | Фучух            | село | ↘1        | сельсовет Рутульский    |
| 35 | Хиях             | село | ↘43       | сельсовет Цахурский     |
| 36 | Хлют             | село | ↘1723     | сельсовет Хлютский      |
| 37 | Хнюх             | село | ↗68       | сельсовет Рутульский    |
| 38 | Цахур            | село | ↘314      | сельсовет Цахурский     |
| 39 | Цудик            | село | ↗442      | сельсовет Мюхрекский    |
| 40 | Шиназ            | село | ↘933      | сельсовет Шиназский     |

Кутаны
Из официально выделенных населённых пунктов кутаном Рутульского района на территории Бабаюртовского района является село Новый Борч.
Фактически такими сёлами являются также Казанкулак, Камбулат, Ленино, Свердлово.

## Природа
Территория Рутульского района — это край с многообразным животным и растительным миром, с очень богатой флорой и фауной. В горных вершинах и хребтах имеются водопады, родники и разнообразные виды растительности.
Животный мир района разнообразен. Здесь встречаются и типичные обитатели азиатских степей и представители европейской фауны. На территории района встречаются такие животные как белка, волк, заяц, кабан, лиса, медведь, тур и др. Разнообразен мир пернатых в плавнях Самура. Высоко в скалистых, труднодоступных горах можно встретить небольшие стада горного тура.
Фауна
Животный мир представлен следующими животными:
Млекопитающие: Барсук, Белка, Белка Кавказская (Персидская), Белозубка, Волк, Выдра, Енот-полоскун, Ёж Белогрудый, Заяц, Индийский дикобраз, Кабан, Косуля, Корсак, Кот Камышовый, Кот Лесной, Коза Дикая, Куница, Куница-белодушка, Лисица, Ласка Северокавказская, Леопард переднеазиатский (кавказский барс), Медведь Бурый, Олень Благородный, Олень Пятнистый, Ондатра, Рысь, Серна, Суслик, Тур горный, Тушканчик, Хомяк, Хомяк Радде, Шакал;
Морские животные: Окунь, Сом, Форель, Усач, Горбуша;
Птицы: Беркут, Гриф-бородач, Гриф Чёрный, Гусь, Гусь Серый, Куропатка Серая, Куропатка Каменная, Орел, Пчелоед, Рябчик, Сова, Стервятник, Стриж, Утка, Тетерев Кавказский, Улар Кавказский (горная индейка), Фазан Кавказский, Филин;
Пресмыкающиеся: Агама Кавказская, Гадюка настоящая, Гадюка обыкновенная, Гадюка Лотиева, Гюрза, Полоз Желтобрюхий, Полоз Краснобрюхий, Полоз Оливковый, Полоз Палласов, Полоз Разноцветный, Уж, Ящерица;
Насекомые: Кузнечик, Паук, Тарантул.
Некоторые животные находятся под угрозой и занесены в Красные книги России и Республики Дагестан. С каждым годом расширяются мероприятия по сохранению и воспроизводству фауны Рутульского района. Запрещена охота на редких животных.
Флора
Растительный мир района представлен субтропическими лесами: сосновыми, смешанными хвойно-широколиственными, лиановыми лесами. В горной части растут лекарственные растения: крапива двудомная, барбарис, зверобой, тмин, тысячелистник, чабрец. Деревья: Береза, Дуб, Лиана, Сосна, Ель; Растения: Барбарис Обыкновенный, Черника, Крапива.
В 1911 году ботаник Н. М. Кузнецов, путешествует по Дагестану, с целью собрать материалы для ответа на вопрос «о месте происхождения нагорно-ксерофитной растительности Дагестана». Исследователь прошёл в том числе через село Рутул. Исследовал Рутульские и Ихрекские леса в Самурском округе. После тщательного анализа собранных материалов, особенно результатов изучения ковыльной степи над Рутулом, ученый пришел к убеждению, что высокогорные ковыльные степи были некогда широко распространены в Нагорном Дагестане и отсюда формация эта в степной послеледниковый период распространилась в «южно-русские степи». Это открытие имело большое значение для дальнейшего изучения происхождения растительности Дагестана, а также «южно-русских степей», и стало большим вкладом в развитие ботанической науки.
Ученый постоянно обращал внимание на необходимость сохранения лесов в Дагестане, осуждал их бессистемную вырубку и призывал сохранить оазисы первобытной природы, чрезвычайно важные для геоботанического изучения Нагорного Дагестана и всего Кавказа. Большую помощь в работе Н. И. Кузнецову оказывало местное население. Отмечая радушие, с которым всюду встречали его горцы, он писал: «Гостеприимство — одна из отличительных черт населения Кавказа, и это похвальное свойство кавказских жителей присуще здесь и богатым и бедным. Кавказец рад гостю, готов все для него сделать».

## Климат
Район преимущественно горный, климат умеренный континентальный.
Весна ранняя и на всём промежутке сопровождается ясными и солнечными днями.
Лето теплое и засушливое. Температуры в июле в среднем составляют 23—25 °C. В летний период возможны непродолжительные ливневые дожди, иногда грозы.
На территории района в течение года ясные и солнечные дни могут наблюдаться до 215 дней в году.
Осень затяжная. Большая часть осени тёплая и сухая. Первые ночные заморозки могут возникать в конце октября, с этого времени погода принимает неустойчивый характер, появляется большое количество пасмурных дней.
Зимы относительно тёплые, малоснежные и непродолжительные. Средняя температура в январе-феврале составляет −3… −4 °C, с повышением высоты температуры могут отпускаться до −5… −7 °C. Абсолютный минимум — −26 °C. Снежный покров крайне неустойчив, только в высокогорной части может достигать 10—15 см. Зима сопровождается частыми оттепелями, при которых воздух способен прогреваться до 5—7 °C. На всём протяжении зимы наблюдается повышенная влажность воздуха.
Среднегодовая норма осадков составляет 450 мм, относительная влажность воздуха 83 %.

## Экономика
Для экономики района приоритетными являются животноводство и пашенное земледелие. В районе действует несколько малых ГЭС: Шиназская ГЭС, Амсарская ГЭС, Магинская ГЭС, а также строится Рутульская ГЭС.

## Культура
В районе действуют 26 клубных учреждений и 23 библиотеки (2 из которых расположены в типовых зданиях). В районном центре нет типового здания дома культуры, имевшееся ветхое здание снесено и на его месте строится новое здание. При районном доме культуры открыт досуговый центр, где можно увидеть и услышать народные предания, обрядовые мероприятия, культурные вечера фольклорных коллективов и национальных праздников.

## Архитектура и достопримечательности
На территории района находится около десятка архитектурных памятников, старинные мечети и минареты.

## СМИ
В районе имеются два национальных информационных органа, республиканские газеты:
- «Рутульские новости» («МыхаӀбишды цӀинды хабарбыр») — на рутульском языке.
- «Нур» — на цахурском языке.

## Топографические карты
- Лист карты K-38-95 Рутул. Масштаб: 1 : 100 000. Издание 1977 г.
- Лист карты K-38-24 устье р. Главный Банк. Масштаб: 1 : 100 000. Издание 1985 г.

## Комментарии
Комментарии
1. ↑  авар. Рутул мухъ, агул. Рутул район, азерб. Rutul rayonu, дарг. РутIулла къатI, кум. Рутул якъ, лак. РутIулал кIану, лезг. Рутул район, ног. Рутул район, рут. Мыхӏа район, Рутул район, таб. Рутул район, татск. Рутул район, цахур. Мыхашур район, чечен. Рутулан кIошт.
2. ↑  Согласно конституции Дагестана, государственными языками на территории республики являются — русский, аварский, агульский, азербайджанский, даргинский, кумыкский, лакский, лезгинский, ногайский, рутульский, табасаранский, татский, цахурский и чеченский языки.
3. ↑  "Южно-Русская Степь" – условное название широкой безлесной полосы земель, простирающейся между Уралом и Каспийским морем на Востоке и между лесистой Средне-Русской Возвышенностью и Черным морем на Западе